# Abierto de Australia 1978

## Campeones

### Individual masculino
Guillermo Vilas venció a  John Marks por 6–4, 6–4, 3–6, 6–3

### Individual femenino
Chris O'Neil venció a  Betsy Nagelsen por 6–3, 7–6(7–3)

### Dobles masculino
Wojciech Fibak /  Kim Warwick  vencieron a  Paul Kronk /  Cliff Letcher por 7–6, 7–5

### Dobles femenino
Betsy Nagelsen /  Renáta Tomanová vencieron a  Naoko Sato /  Pam Whytcross por 7–5, 6–2
| Predecesor: 1977                           | Abierto de Australia 1978 | Sucesor: 1979                         |
| Predecesor: Abierto de Estados Unidos 1978 | Grand Slam 1978           | Sucesor: Torneo de Roland Garros 1979 |